# مصانعوت (المهرة)

تعديل مصدري - تعديل

مصانعوت هي إحدى قرى عزلة جاذب بمديرية حوف التابعة لمحافظة المهرة، بلغ تعداد سكانها 9 نسمة حسب تعداد اليمن لعام 2004.